# احمد فریدونی
احمد فریدونی (۱۲۶۰ – ۱۳۴۸)، درویش گنابادی، نمایندهٔ سبزوار در دورهٔ سیزدهم مجلس شورای ملی و کفیل وزارت کشور ایران بود.
احمد فرزند حاج محمدرحیم‌خان شیرازی در ۱۲۶۰ شمسی (۱۳۰۱ قمری) در شیراز به دنیا آمد. پدرش از ملاکان بزرگ شیراز بود که وقتی احمد دو ساله بود درگذشت، و احمد تحت سرپرستی دایی‌اش (حاج میرزا شکرالله خان مستوفی، پسر میرزا بزرگ‌خان لشکرنویس‌باشی) قرار گرفت. پس از اتمام تحصیلات مقدماتی در شیراز، در شهرهای خراسان به تحصیلات قدیم پرداخت و سپس در دارالفنون علوم جدید آموخت. از ۱۲۸۳ شمسی (۱۳۲۲ قمری) به استخدام وزارت کشور درآمد؛ ریاست مالیهٔ کاشمر و بلوچ اولین منصب او بود. سال بعد به ریاست مالیهٔ سبزوار و در ۱۲۸۶ شمسی (۱۳۲۵ قمری) به حکمرانی سبزوار و جوین و سرولایت منصوب شد. بعد از فتح تهران به آن شهر رفت و معاون اداره انتخابات کشور شد. از ۱۳۰۲ تا ۱۳۱۶ شمسی مدیرکل وزارت داخله بود و در ۱۳۱۷ کفیل وزارت داخله شد. در انتخابات ۱۳۲۰ مجلس شورای ملی، از مجموع ۱۴٬۳۱۸ رأی مأخوذه در حوزهٔ انتخابیهٔ سبزوار، با کسب ۱۲٬۵۳۱ رأی به عنوان نمایندهٔ دوم حوزه به مجلس راه یافت. در ۲۹ بهمن ۱۳۲۴ در کابینهٔ احمد قوام معاون وزیر کشور و در ۲۹ آذر ۱۳۲۵ در همان کابینه کفیل وزارت کشور شد و تا پایان ۱۳۲۹ در این سمت ماند. مدتی نیز رئیس امور شهرداری‌های وزارت کشور بود. از تیر تا آبان ۱۳۳۳ به استانداری کرمان اعزام شد.
فریدونی در ۱۲۷۵ همراه برادر بزرگترش، میرزا حسنعلی خان مستوفی ملقب به موثق‌السلطان، برای زیارت حرم امام رضا به مشهد رفت و سر راه در بیدخت گناباد خدمت سلطانعلی شاه رسید و به طریقهٔ سلسله نعمت‌اللهی وارد شد و تا آخر عمر درویش و صوفی‌مسلک باقی ماند. او در ۱۳۴۸ درگذشت.
در سال ۱۳۹۲، خانوادهٔ فریدونی ۱۱۰۰ برگ سند به مرکز اسناد مجلس شورای اسلامی اهدا کردند که به گفتهٔ علی ططری، مدیر آن مرکز، این اسناد فریدونی را از اتهام به دخالت در تقلب‌های انتخاباتی دوران عبدالحسین تیمورتاش و پس از آن یعنی ادوار دهم، یازدهم و سیزدهم مجلس شورای ملی مبری می‌کند.